# Collinsia stylifera
Collinsia stylifera là một loài nhện trong họ Linyphiidae.
Loài này thuộc chi Collinsia. Collinsia stylifera được Ralph Vary Chamberlin miêu tả năm 1949.